# Australia and New Zealand Banking Group
Australia and New Zealand Banking Group Limited (ANZ) er en australsk multinational bank med hovedkvarter i Melbourne.
Den blev etableret i 1970 da Australia and New Zealand Bank (ANZ) fusionerede med English, Scottish & Australian Bank (ES&A).
ANZ har ca. 9 mio. kunder og 41.000 ansatte. I Australien har de 6 mio. kunder og 570 filialer.